# Coppa del Mondo di salto con gli sci 1984
La Coppa del Mondo di salto con gli sci 1984, quinta edizione della manifestazione organizzata dalla Federazione Internazionale Sci, ebbe inizio il 10 dicembre 1983 a Thunder Bay, in Canada, e si concluse il 25 marzo 1984 a Planica, in Jugoslavia. Furono disputate le 24 gare previste, tutte maschili, in 17 differenti località: 8 su trampolino normale, 14 su trampolino lungo e 2 su trampolino per il volo.
Nel corso della stagione si tennero a Sarajevo i XIV Giochi olimpici invernali, validi anche sia come parte dei Campionati mondiali 1984 sia ai fini della Coppa del Mondo. Il 26 febbraio si disputò a Engelberg la gara a squadre iridata, non inclusa nel programma olimpico e non valida ai fini della Coppa del Mondo, il cui calendario contemplò dunque un'interruzione nella parte finale del mese di febbraio.
Il tedesco orientale Jens Weißflog si aggiudicò sia la coppa di cristallo, il trofeo assegnato al vincitore della classifica generale, sia il Torneo dei quattro trampolini, le cui prove furono ritenute valide anche ai fini della classifica di Coppa. Non vennero stilate classifiche di specialità; il detentore uscente di entrambi i trofei era il finlandese Matti Nykänen.

## Risultati
| Data                          | Località               | Nazione        | Trampolino                | Spec. | Primo             | Secondo                  | Terzo                   |
| ----------------------------- | ---------------------- | -------------- | ------------------------- | ----- | ----------------- | ------------------------ | ----------------------- |
| 10 dicembre 1983              | Thunder Bay            | Canada         | Big Thunder K89           | NH    | Horst Bulau       | Matti Nykänen            | Vegard Opaas            |
| 11 dicembre 1983              | Thunder Bay            | Canada         | Big Thunder K120          | LH    | Vegard Opaas      | Matti Nykänen            | Horst Bulau             |
| 17 dicembre 1983              | Lake Placid            | Stati Uniti    | MacKenzie Intervale K86   | NH    | Primož Ulaga      | Matti Nykänen            | Horst Bulau             |
| 18 dicembre 1983              | Lake Placid            | Stati Uniti    | MacKenzie Intervale K114  | LH    | Jeff Hastings     | Primož Ulaga             | Jiří Parma              |
| Torneo dei quattro trampolini |                        |                |                           |       |                   |                          |                         |
| 30 dicembre 1983              | Oberstdorf             | Germania Ovest | Schattenberg K115         | LH    | Klaus Ostwald     | Jens Weißflog            | Ole Gunnar Fidjestøl    |
| 1º gennaio 1984               | Garmisch-Partenkirchen | Germania Ovest | Große Olympiaschanze K107 | LH    | Jens Weißflog     | Hansjörg Sumi            | Klaus Ostwald           |
| 4 gennaio 1984                | Innsbruck              | Austria        | Bergisel K106             | LH    | Jens Weißflog     | Matti Nykänen            | Jari Puikkonen          |
| 6 gennaio 1984                | Bischofshofen          | Austria        | Paul Ausserleitner K111   | LH    | Jens Weißflog     | Per Bergerud             | Primož Ulaga            |
| 11 gennaio 1984               | Cortina d'Ampezzo      | Italia         | Italia K92                | NH    | Jens Weißflog     | Horst Bulau              | Klaus Ostwald           |
| 14 gennaio 1984               | Harrachov              | Cecoslovacchia | Čerťák K120               | LH    | Jiří Parma        | Jens Weißflog            | Pavel Ploc              |
| 15 gennaio 1984               | Liberec                | Cecoslovacchia | Ještěd K115               | LH    | Jens Weißflog     | Klaus Ostwald            | Per Bergerud            |
| 21 gennaio 1984               | Sapporo                | Giappone       | Miyanomori K90            | NH    | Masahiro Akimoto  | Veli-Matti Ahonen        | Manfred Steiner         |
| 22 gennaio 1984               | Sapporo                | Giappone       | Ōkurayama K110            | LH    | Manfred Steiner   | Veli-Matti Ahonen        | Masahiro Akimoto        |
| XIV Giochi olimpici invernali |                        |                |                           |       |                   |                          |                         |
| 12 febbraio 1984              | Sarajevo               | Jugoslavia     | Igman K90                 | NH    | Jens Weißflog     | Matti Nykänen            | Jari Puikkonen          |
| 18 febbraio 1984              | Sarajevo               | Jugoslavia     | Igman K112                | LH    | Matti Nykänen     | Jens Weißflog            | Pavel Ploc              |
| 2 marzo 1984                  | Lahti                  | Finlandia      | Salpausselkä K88          | NH    | Matti Nykänen     | Jari Puikkonen           | Andreas Bauer           |
| 4 marzo 1984                  | Lahti                  | Finlandia      | Salpausselkä K113         | LH    | Matti Nykänen     | Jari Puikkonen           | Pavel Ploc              |
| 6 marzo 1984                  | Falun                  | Svezia         | Lugnet K89                | NH    | Jiří Parma        | Jeff Hastings            | Adolf Hirner            |
| 9 marzo 1984                  | Lillehammer            | Norvegia       | Balberg K120              | LH    | Pavel Ploc        | Matti Nykänen            | Ernst Vettori           |
| 11 marzo 1984                 | Oslo                   | Norvegia       | Holmenkollen K105         | LH    | Vladimír Podzimek | Pavel Ploc               | Ole Christian Eidhammer |
| 17 marzo 1984                 | Oberstdorf             | Germania Ovest | Heini Klopfer K182        | FH    | Matti Nykänen     | Pavel Ploc               | Jens Weißflog           |
| 18 marzo 1984                 | Oberstdorf             | Germania Ovest | Heini Klopfer K182        | FH    | Matti Nykänen     | Pavel Ploc Jens Weißflog |                         |
| 24 marzo 1984                 | Planica                | Jugoslavia     | Srednija K95              | NH    | Jens Weißflog     | Mike Holland             | Janusz Malik            |
| 25 marzo 1984                 | Planica                | Jugoslavia     | Bloudkova velikanka K120  | LH    | Pavel Ploc        | Vegard Opaas             | Piotr Fijas             |

Legenda:

NH = trampolino normale

LH = trampolino lungo

FH = volo con gli sci

## Classifiche

### Generale
| Pos. | Nome           | Nazione        | Punti |
| ---- | -------------- | -------------- | ----- |
| 1    | Jens Weißflog  | Germania Est   | 230   |
| 2    | Matti Nykänen  | Finlandia      | 217   |
| 3    | Pavel Ploc     | Cecoslovacchia | 148   |
| 4    | Jeff Hastings  | Stati Uniti    | 123   |
| 5    | Jiří Parma     | Cecoslovacchia | 122   |
| 6    | Primož Ulaga   | Jugoslavia     | 120   |
| 7    | Klaus Ostwald  | Germania Est   | 119   |
| 8    | Horst Bulau    | Canada         | 102   |
| 9    | Jari Puikkonen | Finlandia      | 101   |
| 10   | Vegard Opaas   | Norvegia       | 106   |

### Torneo dei quattro trampolini

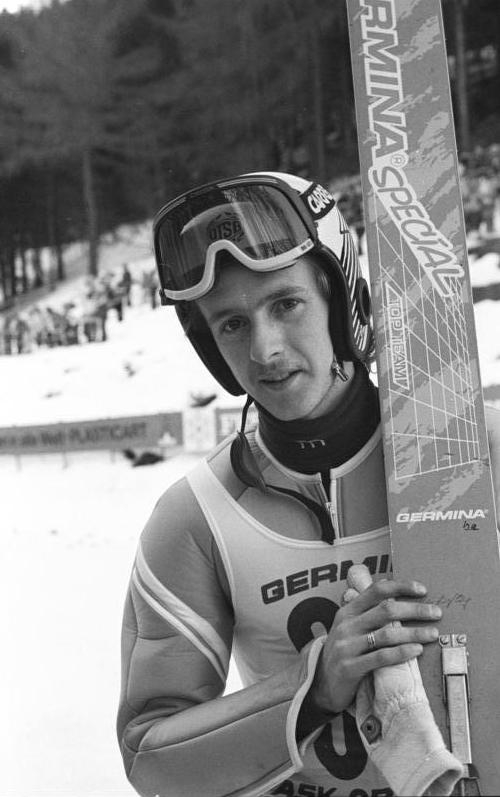
Jens Weißflog

| Pos. | Nome                 | Nazione      | Punti |
| ---- | -------------------- | ------------ | ----- |
| 1    | Jens Weißflog        | Germania Est | 898   |
| 2    | Klaus Ostwald        | Germania Est | 842   |
| 3    | Matti Nykänen        | Finlandia    | 826   |
| 4    | Jari Puikkonen       | Finlandia    | 792   |
| 5    | Ole Gunnar Fidjestøl | Norvegia     | 790   |

### Nazioni
| Pos. | Nazione        | Punti |
| ---- | -------------- | ----- |
| 1    | Finlandia      | 558   |
| 2    | Germania Est   | 552   |
| 3    | Cecoslovacchia | 480   |
| 4    | Austria        | 423   |
| 5    | Norvegia       | 414   |